# Der Fischer und der Meermann

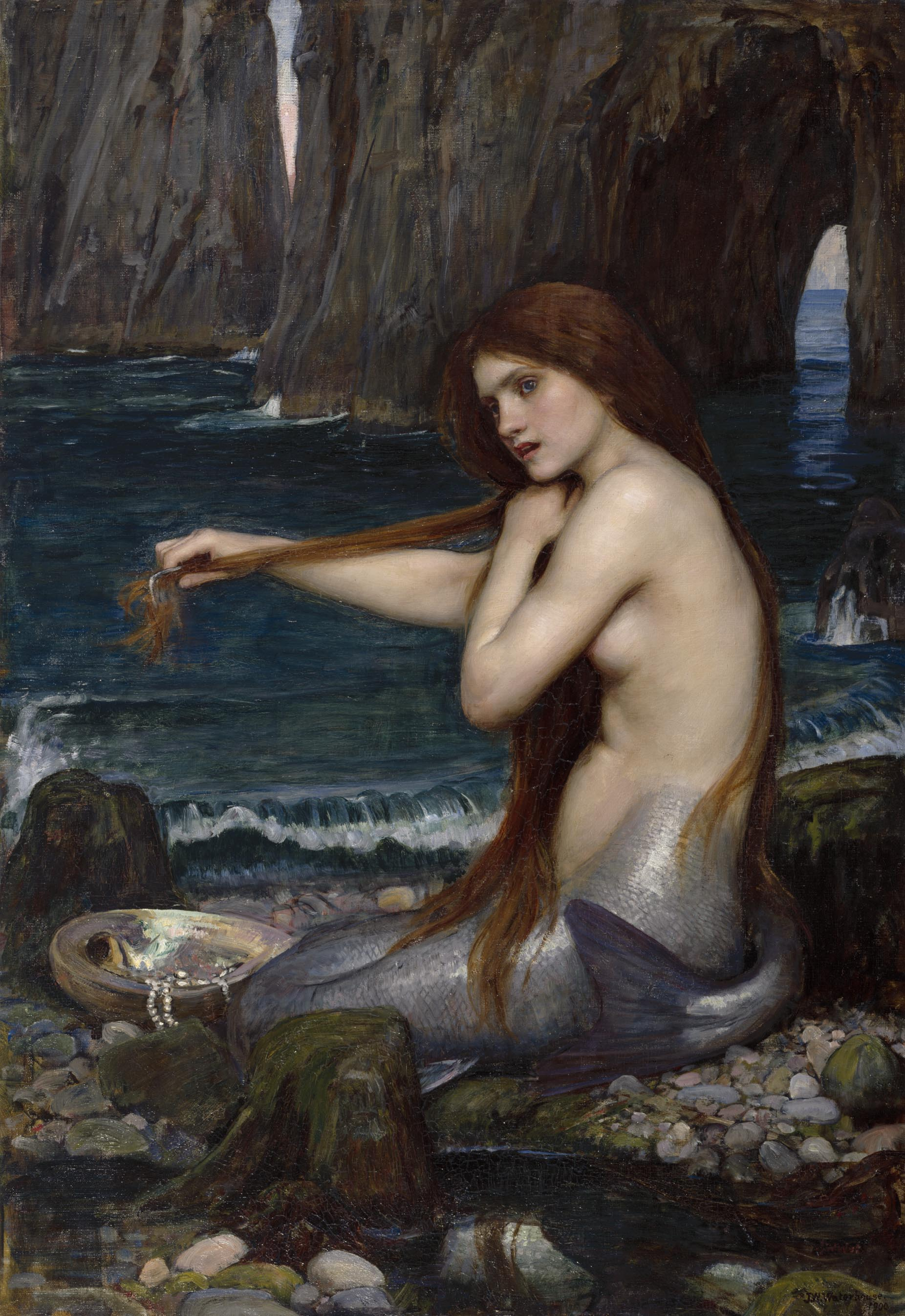
Meerfrau. Gemälde von John William Waterhouse, 1900.

Der Fischer und der Meermann ist ein Märchen aus den Geschichten aus Tausendundeiner Nacht. Alternative Titel sind etwa Die Geschichte von Abdallah, dem Landbewohner, und Abdallah, dem Meerbewohner. In der Arabian Nights Encyclopedia ist das Märchen unter ANE 256 gelistet (→ Tausendundeine Nacht – Liste der Geschichten).
In dem Märchen schließt ein armer Fischer Freundschaft mit einem Meermann, der ihm zu Wohlstand verhilft und ihm schließlich das Reich der Meeresmenschen zeigt.

## Handlung
Es war einmal ein Fischer namens Abdallah der mit seiner Frau neun Kinder hatte. Er war jedoch arm und besaß nichts als sein Netz. Er hatte oft Schwierigkeiten seine Familie zu versorgen, vor allem als seine Frau ein zehntes Kind zur Welt brachte. Am Tage der Geburt konnte er jedoch den ganzen Tag über keinen einzigen Fisch fangen. Auf dem Nachhauseweg kam er an einem Bäcker vorbei, der seine Not sah und ihm anbot Brot zu kaufen und das Geld erst später zu bezahlen, sodass der Fischer seine Familie an diesem Tag versorgen konnte. Doch am nächsten Tag fing er keinen Fisch und konnte das Brot damit nicht bezahlen; doch der Bäcker gab ihm neues Brot für seine Familie. Dieser Prozess zog sich vierzig Tage so weiter, bis der Bäcker beschämt seiner Frau gegenüber sagte, dass er seine Arbeit wechseln wolle, doch sie mahnte ihn, bei seiner Arbeit zu bleiben; Gott werde ihm schon das Glück zukommen lassen.
Schließlich warf der Fischer wieder sein Netz aus und fand zu seinem Entsetzen plötzlich darin ein menschliches Wesen wieder. Zunächst glaubte der Fischer, dass es sich um einen entflohenen Flaschengeist handele, doch dann begann das menschliche Wesen zu sprechen und stellte sich ihm als Meermann vor, die genau wie die Leute auf dem Land gute Muslime seien. Der Meermann bot dem Fischer einen Pakt an, dass wenn dieser ihn freilasse und ihm jeden Tag Früchte bringe, er jeden Tag Schätze aus dem Meer wie Perlen und Edelsteine geben werde. Der Fischer stimmte zu und die beiden schworen bei der Koransure al-Fatiha ihren Pakt einzuhalten. Da ließ der Fischer, der – genau wie der Meermann auch – Abdallah (Diener Gottes) hieß, seinen Gefangenen frei, der ins Meer abtauchte und bald mit den Händen voller Perlen und Edelsteine zurückkehrte. Der Meermann schärfte dem Fischer ein, jeden Tag vor Sonnenuntergang an die gleiche Stelle am Meer zu kommen.
Der Fischer ging mit den Schätzen zurück in die Stadt und bezahlte den Bäcker aus, der sich ihm ehrfürchtig als Diener anbot. Bald darauf begab sich der Fischer zum Basar der Edelsteinhändler, wo er die Edelsteine verkaufen wollte, doch einer der Händler ließ ihn festnehmen und beschuldigte ihn ein Dieb zu sein, der die Edelsteine vom Halsband der Königin, der Frau des Sultans gestohlen habe. Diese wurde informiert und besah sich die Edelsteine, stellte jedoch fest, dass es nicht die ihren waren. Da kam der König und sprach mit dem freigelassenen Fischer, der ihm das Geheimnis des Meermannes erzählte. Daraufhin bat der König, dass der Fischer seine Tochter Umm al-Su'ud heiraten möge und machte dem Fischer und seiner Familie viele Geschenke. Bald folgte die Hochzeit, bei der der Fischer die Königstochter zur Zweitfrau nahm und ihr die Jungfräulichkeit nahm. Der König aber machte den Fischer und auch den Bäcker, nachdem er auch von dessen Güte erfahren hatte, zu seinen beiden Wesiren. Der Fischer, der Meermann, der Bäcker und der König trugen alle den Namen Abdallah.
Eines Tages, nachdem schon ein Jahr vergangen war, trafen der Fischer und der Meermann bei ihrem täglichen Treffen aufeinander, wobei der Meermann fragte, ob der Fischer denn schon die Pilgerfahrt nach Mekka gemacht habe, was der Fischer – aus Gründen der damaligen Armut – verneinte. Der Meermann überredete den Fischer die Wallfahrt zu unternehmen, wollte ihm jedoch noch etwas mitgeben, wozu er den Fischer bat, ihm ins Meer zu folgen. Um dies bewerkstelligen, gab er ihm eine Salbe, durch die der Fischer unter Wasser nicht ertrinken konnte.
Zusammen tauchten sie ins Meer hinab, wo der Meermann nun seinem Freund, dem Fischer, die Gesellschaft der Meermenschen zeigte. Zunächst tauchten sie zu einer, wo es nur Meerfrauen gab. Diese waren zur Strafe vom König des Meeres dorthin verbannt worden und durften sie nicht verlassen – andernfalls drohten sie von Meerestieren gefressen zu werden. Die Meerfrauen hatten mondgleiche Gesichter, menschengleiches Haar, ihre Hände und Füße saßen ihnen am Rumpf und sie hatten Schwänze wie Fische. In der nächsten Stadt waren sowohl Männer als auch Frauen und genau wie die Meermädchen zuvor trugen auch sie keine Kleider, sondern waren nackt und ihre Scham unbedeckt, da sie keine Kleiderstoffe hatten. Auf Nachfrage des Fischers erzählte der Meermann, dass die Meermenschen gemeinhin keine Hochzeit kennen. Wann immer ein Meermann seine Lust an einer Meerfrau stillen will, stand es ihm frei dies zu tun, doch gab es auch solche, die eine Hochzeit wollten. Wenn sie untereinander Ehebruch trieben und eine Frau der Tat überführt wurde, wurde sie in die Stadt der Frauen verbannt, wurde sie schwanger und das Kind ein Mädchen, verbannte man sie mit ihrem Kind, das Zeitlang den Namen Dirne trug. War das geborene Kind jedoch ein Junge, so wurde dieser vor den König gebracht und das Kind getötet. Die Meermenschen kannten weder Kauf noch Verkauf und zum Essen immer nur Fisch; Fisch war überhaupt das einzig wichtige Gut, mit dem Arbeiten bezahlt wurden. Sie folgten sowohl dem muslimischen, als auch dem christlichen und jüdischen Glauben.
Der Meermann führte den Fischer achtzig Tage lang durch achtzig Städte der Meermenschen, die alle verschieden waren und schließlich auf dessen Bitten in seine eigene Stadt, unweit von dem Ort an Land, wo sie sich erstmals begegnet waren. Dort zeigte der Meermann ihm sein Haus, dass aus einer Höhle bestand und stellte ihn seiner Frau, seiner Tochter Heda und seinen beiden kleinen Jungen vor. Die Kinder lachten über den Fischer, den 'Ohneschwanz', da er ohne Fischschwanz auf sie komisch wirkte. Der Fischer lernte ebenso den König des Meeres kennen, wo der Fischer sich viele Juwelen mitnehmen durfte. Schließlich übergab der Meermann dem Fischer einen Beutel, den er bei seiner Reise nach Mekka am Grabe des Propheten Muhammad in Medina niederlegen sollte.
Da vernahm der Fischer, dass die Meermenschen sangen und Freudenrufe ausstießen und einen ganzen Tisch mit Fisch bedeckt hatten. Da fragte er, ob eine Hochzeit stattfinde, doch der Meermann entgegnete, dass es sich um eine Trauerfeier handelte, da jemand gestorben war. Verdutzt erfuhr der Meermann vom Fischer, dass die Menschen am Land beim Tode eines Menschen sich nicht freuten, sondern im Gegenteil trauerten und weinten. Daraufhin verlangte der Meermann sein Pfand zurück und erklärte seine Freundschaft zu dem Fischer für beendet und dass man sich nicht wiedersehen werde. Verstört fragte der Fischer woher der plötzliche Sinneswandel kam, und der Meermann erklärte, dass er ihm sein Pfand nicht anvertrauen könne, wenn die Menschen am Land, die doch vorgaben, gottesfürchtig zu sein, weinten, wenn sie zu ihrem Schöpfer zurückkehrten. Einer Freundschaft mit so einem Volke bedürften die Meermenschen nicht. Dann verschwand er im Meer.
Abdullah der Fischer kehrte ans Land und zu seiner Familie zurück, wo er ein glückliches Leben mit seinen beiden Frauen, seinen Kindern und der angeheirateten Familie des Königs führte, bis der Tod sie voneinander schied. Lange Zeit hatte er sehnsüchtig am Ufer des Meeres auf seinen Freund Abdullah gewartet, in der Hoffnung er würde wiederkehren, doch dazu kam es nie.

## Textherkunft und Nutzung
Die Geschichte ist in den ägyptischen Manuskripten und den frühen arabischen Druckfassungen von Tausendundeine Nacht enthalten. Auf die Kalkutta-II-Ausgabe griffen Richard Francis Burton und Enno Littmann zurück.
Victor Chauvin geht davon aus, dass die Geschichte aus dem zwölften oder dreizehnten Jahrhundert stammt, nach André Miquel ist der zweite Teil der Geschichte jedoch mit der Seemannskunde der Bagdader Zeit verbunden.

## Interpretation
Die Hauptaussage der Geschichte ist, dass die beiden Bereiche Land und Meer unversöhnlich verschieden sind, wobei der Unterschied nur vorübergehend durch die Freundschaft der beiden 'Abdallâhs aufgehoben wird. Das bösartige Ungeheuer Dandan ist das Symbol für die Kluft zwischen dem Menschen und dem Meer, auch wenn seine Leber es dem Menschen ermöglicht, unter Wasser zu atmen. Der Kontrast zwischen den beiden Bereichen wird auch durch die Umkehrung der Werte deutlich. In dieser Hinsicht enthält die Geschichte eine soziale Dimension in dem Gegensatz zwischen einer Haltung des passiven Überlebens und dem Unternehmungsgeist.

## Ausgaben
- Enno Littmann: Die Erzählungen aus den tausendundein Nächten, Insel Verlag, Frankfurt 1968 (Erstausgabe 1922–1928), 6 Bände (Kalkutta-II-Edition), Band 6, S. 186–215.

- Joseph-Charles Mardrus: The Book of the Thousand Nights and One Night, 1989, 4 Bände, Band 3, S. 33–51.